# ایستگاه خیابان چهل و یکم اوکریج
ایستگاه خیابان چهل و یکم اوکریج (انگلیسی: Oakridge–41st Avenue station) یک ایستگاه زیرزمینی در خط قطار خط کانادا مترو ونکوور اسکای‌ترین (ونکوور) سیستم حمل و نقل سریع مترو است. این ایستگاه در تقاطع خیابان ۴۱ غربی و خیابان کامبی در ونکوور ونکوور، بریتیش کلمبیا، کانادا واقع شده‌است.
این منطقه به منطقه اوکریج، ونکوور - متشکل از یک محله مسکونی، فروشگاه‌های کنار خیابان در امتداد خیابان کامبی، و مجتمع اوکریج سنتر - و در فاصله چند قدمی پارک ملکه الیزابت قرار دارد. این ایستگاه در ۶ متری (۲۰ فوت) زیر زمین قرار دارد.